# 足裏健康法
足裏健康法（あしうらけんこうほう）とは足裏に何かしら働きかけることで人を健康にすることをめざす方法全般を指す。
以下はそのリストである。

## 自身で行うもの

### 青竹踏み
青竹を半分に割ったものに、体重をかけて踏む方法。合成樹脂製のものも販売されている。

### はだしで散歩
砂浜、芝生、踏み石、健康遊歩道などを裸足で歩く。小学生・幼児を対象としたはだし教育もこれを目的としている。

### 健康サンダル類
健康サンダルや、100円ショップなどで売られている、突起のついたインソールを用いる方法。

### セルフ・リフレクソロジー
自分自身で足裏などの反射区を刺激する方法。

### 官足法
官足法とは台湾の「官有謀」が提唱した方法。1986年（昭和61年）に出版した書籍では、足心道秘術と表記していたが、日本には別系統の足心道という名称が使われていたため、それと区別するために官足法と命名した。

## 機器で行うもの

### 足裏マッサージ機
空気式や機械式で足裏からふくらはぎまで圧迫し、強制的に血行をうながす機器も登場している。

## 他者にしてもらうもの

### 按摩
あん摩マッサージ指圧師の国家資格を持つ者に施術してもらう方法。「足裏マッサージ」「足つぼマッサージ」とも言う。

### 整足
整体フットセラピストの民間資格を持つ者に施術してもらう方法。「フットバランスケアセラピー」とも言う。ただし、治療目的で反復継続の意思をもって行うには国家資格であるあん摩マッサージ指圧師免許が必要であるが、現実のフットセラピスト業者は無資格が多数であることとなる。

### リフレクソロジー
アメリカ発祥。足裏の「反射区」に刺激を与え、全身の調子を整えるよう働きかける。ただし、治療目的で反復継続の意思をもって行うには国家資格であるあん摩マッサージ指圧師免許が必要であるが、現実のリフレクソロジー業者は無資格が多数であることとなる。

### 観趾法
観趾法（かんしほう）とは、足の裏を刺激する健康法である。
中国観趾法（ちゅうごくかんしほう）とは、その中でも中国大陸から伝わったものである。
柴田観趾法：「足心道本部」によると1927年（昭和2年）に柴田和通が命名したと伝えている。

### 若石健康法
若石健康法（じゃくせきけんこうほう）とは、「国際若石健康研究会」によると、1970年代にスイス国籍のジョセフ・オイグスター神父により、台湾に紹介された足裏健康法である。オイグスター神父の漢名が呉若石であったところから若石健康法と呼ぶ。